# Maurice Pic
Maurice Pic (Marrigny bij Digoin, 23 maart 1866 - Les Guerreaux, 29 december 1957) was een Frans entomoloog.
Pic was gespecialiseerd in kevers (Coleoptera). Hij heeft onder andere bijgedragen aan Mary-Louis Fauconnets Catalogue raisonné des coléoptères de Saône-et-Loire (1887) en schreef vele korte artikelen die veelal gepubliceerd werden in L'Echange, Revue Linnéenne. Hierin beschreef hij vele nieuwe soorten kevers. Zijn belangrijkste werk deed hij met Sigmund Schenkling. Voor diens nog steeds zeer relevante Coleopterorum Catalogus scheef hij een groot aantal hoofdstukken.
Pics collectie wordt bewaard in het Muséum national d'histoire naturelle in Parijs.

## Enkele werken
- 1898-1934. Matériaux pour servir a l'étude des Longicornes.
- 1902. Coleoptera Heteromera Fam. Hylophilidae. P. Wytsman (ed.), Genera Insectorum.
- 14 delen van Schenklings Coleopterorum Catalogus. Hylophilidae (1911); 26. Scraptiidae, Pedilidae (1911); 36. Anthicidae (1911); 41. Ptinidae (1912); 48. Anobiidae (1912); 55. Bruchidae (1913); 58. Dascillidae, Helodidae, Eucinetidae (1914); 81. Rhipiceridae (1925); 87. Phloeophilidae, Rhadalidae, Prionoceridae (1926); 94. Phengodidae, Karumiidae (1927); 103. Dasytidae: Melyrinae (1929); 155. Dasytidae: Dasytinae (1937).

- Bibliothèque nationale de France: cb124383595 (data)
- Gemeinsame Normdatei: 1081730684
- International Standard Name Identifier: 0000 0000 1739 270X
- Library of Congress Control Number: no2008183491
- Nationale Bibliotheek van Tsjechië: mub2015872957
- Nederlandse Thesaurus van Auteursnamen: 160666279
- Istituto Centrale per il Catalogo Unico: RMSV488538
- Système universitaire de documentation: 033524904
- Virtual International Authority File: 71484415
- WorldCat: E39PBJcGph3q9gKm8FbCr8jgrq